# Corrine Malcolm
Corrine Malcolm (* 2. April 1990 in Hayward) ist eine ehemalige US-amerikanische Biathletin.
Corrine Malcolm lebt in Lake Placid. Sie studiert an der Montana State University und startet für das dortige Montana State University Ski Team, wo sie von Jonne Kähkönen und Patrick Coffey trainiert wird. Sie begann 2010 mit dem Biathlonsport, nachdem sie zuvor schon Skilanglauf betrieb und 2010 acht FIS-Rennen bestritten hatte. Seit der Saison 2011/12 gehört sie dem B-Nationalkader der USA an.
Erste internationale Einsätze hatte Malcolm bei den Juniorenweltmeisterschaften 2011 in Nové Město na Moravě, wo sie 63. des Einzels, 33. im Sprintrennen, 46. der Verfolgung und mit Grace Boutot und Kelly Kjorlien 16. im Staffelrennen wurde. Es folgten Einsätze bei den Juniorenrennen der Offenen Europameisterschaften in Ridnaun, bei denen sie 21. des Einzels sowie Sechste im Sprint wurde, das Verfolgungsrennen aber nicht beendete. Mit der ebenfalls wegen Überrundung ihr Rennen nicht beendenden US-amerikanischen Mixed-Staffel wurde Malcolm an der Seite von Grace Boutot, Ethan Dreissigacker und Raileigh Goessling Elfte. Beim North American Invitational 2012 in Jericho wurde sie im Sprint Vierte hinter Hannah Dreissigacker, BethAnn Chamberlain und Katrina Howe. Das Verfolgungsrennen gewann sie, im Massenstartrennen ging sie nicht an den Start. Im weiteren Saisonverlauf startete sie in Canmore bei ihren ersten Rennen im IBU-Cup, die erstmals außerhalb Europas ausgetragen wurden. In ihrem ersten Sprint gewann sie als 30. sofort Punkte und verbesserte ihre Bestleistung im nächsten Sprint an selber Stelle auf den 27. Platz.